# 26-та фольксгренадерська дивізія (Третій Рейх)
26-та фольксгренадерська дивізія (Третій Рейх) (нім. 26. Volksgrenadier-Division) — піхотна дивізія народного ополчення (фольксгренадери), що входила до складу Вермахту на останньому етапі Другої світової війни.

## Історія
26-та фольксгренадерська дивізія сформована 17 вересня 1944 року, як правонаступниця 26-ї піхотної дивізії, на полігоні поблизу Вартлагера в окупованій Польщі. Формування здійснювалось з решток розгромленої Білоруської операції 26-ї дивізії та частково сформованої 582-ї фольксгренадерської дивізії.
5 листопада 1944 року дивізію перекинули на Західний фронт до складу 7-ї армії групи армій «B». 26 листопада увійшла до LXVI-го армійського корпусу та виконувала завдання щодо оборони ділянки місцевості Бітбург-Дасбург.

Арденнська операція

З 16 грудня 26-та фольксгренадерська дивізія взяла активну участь в операції «Вахт ам Райн». Дивізія забезпечувала прорив у смузі оборони американських військ 28-ї піхотної дивізії для подальшого наступу німецьких танкових дивізій 2-ї та «Лер» вглиб оборонних позицій союзників. Вела бої в районі Гемюнда, провадила облогу оточених американських формувань під Бастонью.
У січні 1945 року після контрнаступу англо-американських військ, з'єднання, зазнавши важких втрат, відступило до Айфеля. У березні 26-ту дивізію разом з 18-ю фольксгренадерською дивізією об'єднали в корпусну групу Ботча (за ім'ям командира генерал-лейтенанта В.Ботча).
Остаточно розгромлена в боях у Гарці, де капітулювала 21 квітня 1945 року.

## Райони бойових дій
- Польща (вересень — листопад 1944);
- Західна Німеччина, Бельгія (листопад 1944 — квітень 1945).

## Командування

### Командири
- генерал-майор Гайнц Кокотт (нім. Heinz Kokott) (17 вересня 1944 — 21 квітня 1945).

### Підпорядкованість
| Час          | Корпус       | Армія       | Група армій (округ)                  | Штаб              |
| ------------ | ------------ | ----------- | ------------------------------------ | ----------------- |
| 1944         |              |             |                                      |                   |
| вересень     |              |             |                                      | Позен             |
| листопад     |              | 7-ма армія  | Група армій «B»                      | Західна Німеччина |
| 26 листопада | LXVI-й ак    | 5-та ТА     | Група армій «B»                      | Ардени            |
| 16 грудня    | XXXXVII-й тк | 5-та ТА     | Група армій «B»                      | Ардени            |
| 31 грудня    | XXXIX-й тк   | 5-та ТА     | Група армій «B»                      | Ардени            |
| 1945         |              |             |                                      |                   |
| січень       | XXXIX-й тк   | 5-та ТА     | Група армій «B»                      | Ардени            |
| лютий        | LXVII-й ак   | 5-та ТА     | Група армій «B»                      | Західна Німеччина |
| березень     |              | 5-та ТА     | Група армій «B»                      | Рейн              |
| квітень      | LVII-й ак    | 11-та армія | Головнокомандування Вермахту «Захід» | Рур/Гарц          |
| 19 квітня    | LXVI-й ак    | 11-та армія | Головнокомандування Вермахту «Захід» | Гарц              |

### Склад
| 1944                              |
| --------------------------------- |
| 39-й фузілерний полк              |
| 77-й гренадерський полк           |
| 78-й гренадерський полк           |
| 26-й артилерійський полк          |
| 26-та дивізійна фузілерна рота    |
| 26-й протитанковий дивізіон       |
| 26-й інженерний батальйон         |
| 26-й загін зв'язку                |
| 26-й запасний батальйон           |
| 26-й батальйон організації Тодта; |

## Нагороджені дивізії
Нагороджені дивізії
|  | Кавалери Золотого Німецького Хреста                                                                        | 2 |
|  | Кавалери Лицарського хреста Залізного хреста                                                               | 7 |
|  | Кавалери Почесної відзнаки Сухопутних військ «Почесна застібка на орденську стрічку для Сухопутних військ» | 4 |